# أذن الفأر القطبي الجنوبي
أذن الفأر القطبي الجنوبي (الاسم العلمي: Myosotis antarctica) هو نوع من النباتات يتبع جنس أذن الفأر من الفصيلة الحمحمية.